# Monessen
Monessen ist eine Stadt im südwestlichen Westmoreland County im US-Bundesstaat Pennsylvania, die am Monongahela River liegt. Die Einwohnerzahl betrug bei der Volkszählung 2020 6876. Der Aufstieg und spätere Niedergang der Stadt sind eng mit der Geschichte der Stahlindustrie in der Metropolregion Pittsburgh verbunden.

## Geschichte
Monessen, benannt nach dem Monongahela River und der deutschen Industriestadt Essen, wurde von Landspekulanten relativ spät in der Geschichte des Mon Valley gegründet, nachdem die Nachbarstädte bereits besiedelt waren. 1897 erfolgten die Landkäufe von lokalen Bauern und ein Jahr später wurde Monessen als Borough gegründet. Monessen erlebte in den ersten beiden Jahrzehnten des 20. Jahrhunderts ein schnelles Wachstum; die Einwohnerzahl stieg von 2.197 im Jahr 1900 auf 11.775 im Jahr 1910 und dann auf 18.179 im Jahr 1920. Am 16. September 1921 wurde Monessen von einer Gemeinde (Borough) in eine Stadt (City) umgewandelt.
Zwar waren in Monessen viele Unternehmen tätig, doch der größte Arbeitgeber war die Pittsburgh Steel Company, die später in Wheeling-Pittsburgh Steel umbenannt wurde. Die normale Wochenarbeitszeit betrug 84 Stunden bei einer Sieben-Tage-Woche mit 12 Stunden pro Tag. Die Arbeitgeber führten den Acht-Stunden-Arbeitstag erst in den 1920er Jahren ein. Es gab auch ethnische Diskriminierung und Arbeiter aus Wales erhielten höhere Löhne als z. B. Italiener.
Ab Mitte bis Ende der 1960er Jahre wurde es für die Betriebe in der Region, insbesondere für die Stahlindustrie, immer schwieriger, im Wettbewerb zu bestehen, was zu Entlassungen führte. Die Schließung der Page Steel and Wire Company im Jahr 1972 war ein schwerer Rückschlag für die Stadt. Ein noch größerer Schlag für Monessen war die Schließung des größten Arbeitgebers, Wheeling-Pittsburgh Steel, im Jahr 1986, als fast alle Betriebe in Monessen geschlossen wurden. Das Schienenwerk des Unternehmens wurde im März 1987 geschlossen. Die Schließung des Werks markierte das Ende einer Ära in der Geschichte Monessens. Die Bevölkerung ging mit dem industriellen Niedergang zurück und sank zwischen 1960 und 2020 um knapp zwei Drittel.

## Demografie
Nach einer Schätzung von 2022 leben in Monessen 6876 Menschen. Die Bevölkerung teilt sich im selben Jahr auf in 73,7 % Weiße, 16,2 % Afroamerikaner, 0,3 % Asiaten, 4,8 % mit zwei oder mehr Ethnizitäten sowie 1,7 % sonstige. Hispanics oder Latinos aller Ethnien machten 2,2 % der Bevölkerung aus. Das mittlere Haushaltseinkommen lag bei 51.364 US-Dollar und die Armutsquote bei 16,5 %.

## Söhne und Töchter der Stadt
- Blanche Thebom (1915–2010), Sängerin
- Christian B. Anfinsen (1916–1995), Biochemiker und Nobelpreisträger für Chemie
- Cheryl Giannini (* 1948), Schauspielerin
- Lawrence Thomas Persico (* 1950), römisch-katholischer Bischof
- Coolio (1963–2022), Rapper und Schauspieler